# Confignon
Confignon ist eine politische Gemeinde des Kantons Genf in der Schweiz.

## Geschichte
1153 als Confiniacum erwähnt, ging die Gemeinde 1536 zu Bern über. Seit 1567 gehörte Confignon zum Haus Savoyen. 1793 wurde Confignon zusammen mit Bernex und Onex eine einzige politische Gemeinde Bernex-Onex-Confignon. Diese gehörte bis 1816 zu Frankreich, danach ging die Gemeinde an den Kanton Genf über, und die Gemeinden trennten sich 1850 bzw. 1851.

## Bevölkerung
| Bevölkerungsentwicklung | Bevölkerungsentwicklung | Bevölkerungsentwicklung | Bevölkerungsentwicklung | Bevölkerungsentwicklung | Bevölkerungsentwicklung | Bevölkerungsentwicklung | Bevölkerungsentwicklung | Bevölkerungsentwicklung | Bevölkerungsentwicklung | Bevölkerungsentwicklung | Bevölkerungsentwicklung |
| ----------------------- | ----------------------- | ----------------------- | ----------------------- | ----------------------- | ----------------------- | ----------------------- | ----------------------- | ----------------------- | ----------------------- | ----------------------- | ----------------------- |
| Jahr                    | 1850                    | 1900                    | 1950                    | 1970                    | 2000                    | 2007                    | 2010                    | 2012                    | 2014                    | 2016                    | 2017                    |
| Einwohner               | 334                     | 283                     | 541                     | 1653                    | 3033                    | 4016                    | 4189                    | 4307                    | 4457                    | 4587                    | 4610                    |

## Verkehr
In Confignon verkehrte bis Dezember 2011 der Trolleybus Genf als Teil des Verkehrsunternehmens Transports publics genevois (TPG).